# 弗雷明翰州立大學
弗雷明翰州立大學  位於美國麻薩諸塞州的弗雷明翰市，離波士頓約20英里，是一所州立的教育型大學。授與的大學學位包含藝術、生物學、傳播藝術等，研究所學位有管理學、教育學以及科技碩士學位。
弗雷明翰州立大學前身為師範學院，是麻州也是美國第一所為培訓教師而設立的公立學校。從1839年創校之後有一百多年的時間學校僅招收女性，從1964年學校開始招收男性學生。

## 歷史沿革
1839年7月，麻薩諸塞州成立新教育局，其首位秘書賀拉斯·曼將學校的改革法制化，改革項目包括在麻薩諸塞州的萊辛頓創立一個具實驗性質的師範學校，以符合當時各方對教師的需求，這是當時全美國第一個師範學校，也是弗雷明翰州立大學的前身。
由於學校不斷擴張，在1843年時校址遷到了麻州的西牛頓區。1853年的時候學校再次遷移，移到目前位於弗雷明翰市Bare Hill的現址。
1922年，弗雷明翰師範學校頒授了第一個四年學制的教育學理學士。十年之後，教師具備學位成為教育界常規，因此各師範學校都改制為州立教師學院，頒授正式的學位。
1960年弗雷明翰師範學校開始授與文學士學位，校名改為弗雷明翰州立學院。2007年開始，弗雷明翰州立學院開始授與工商管理學碩士學位，以及其他人文、理工領域的學位。
2000年8月，麻薩諸塞州同時有六個州立學院改制為大學：橋水州立大學，費其堡州立大學，弗雷明翰大學，塞蘭州立大學，西非爾德州立大學和沃斯特州立大學，它們共同組成麻州州立大學系統，體制上並不隸屬麻州大學系統。
2010年7月28日，此改制由當時的麻州州長戴沃·派翠克寫進麻州法成為法律，弗雷明翰州立學院正式成為弗雷明翰州立大學。

## 學術面向
弗雷明翰大學在北美洲、拉丁美洲、亞洲、歐洲和太平洋地區都有教育合作計劃。弗雷明翰大學和位於塞班島的北馬里亞納學院合作提供教育碩士學位，和台灣的馬禮遜美國學校合作提供國際教學專業的教育碩士，和香港的嶺南大學則有交換學生計劃。

### 學士學位：主修
- 藝術史
- 工作室藝術
- 傳播藝術
- 犯罪學
- 英文
- 地理學
- 歷史學
- 跨領域研究
- 人文學研究
- 政治學
- 心理學
- 社會學
- 生物學
- 工商管理
- 工商管理與資訊科技
- 化學
- 資訊工程
- 環境工程
- 服裝設計與販售
- 食品營養學
- 食品科學
- 健康與消費科學
- 數學
- 護理學
- 幼兒教育學
- 初級教育學

### 學士學位：輔修
- 美洲研究
- 飾品設計
- 藝術史
- 工作室藝術
- 生物化學
- 生物學
- 工商管理學
- 化學
- 中文
- 傳播藝術
- 資訊工程
- 消費者與社區服務
- 多元研究
- 地球科學
- 經濟學
- 英文
- 食品科學
- 法文
- 性別研究
- 地理學
- 地質學
- 歷史學
- 資訊科技
- 新聞學
- 拉丁美洲研究
- 法律與政治學
- 數學
- 博物館學
- 音樂
- 營養學
- 哲學
- 物理學
- 專業寫作
- 心理學
- 中級教育
- 社會學
- 西班牙文
- 統計學
- 戲劇
- 寫作

### 碩士學位
- 工商管理學
- 輔導心理學
- 醫療管理學
- 人力資源管理
- 公共行政學
- 藝術教育
- 課程與教育科技
- 幼教學
- 初級教育
- 英文
- 歷史學
- 閱讀與語言
- 數學
- 營養教育
- 西班牙文
- 特殊教育學
- 英語第二語言教學
- 食品營養學

### 學士後課程
- 教師培訓課程 (PBTL)

### 證照課程

#### 學士
- 電腦程式設計
- 資訊科技掌握
- 網路與系統行政管理
- 軟體工程

### 學士後課程
- 先修健康研究證照課程

#### 研究所課程
- 兒童文學
- 人力資源管理
- 教育技術掌握
- 行銷學
- 護理教育學
- 科學/技術/工程與數學教育(STEM)
- 永續發展與政策

### 研究
弗雷明翰大學長期與麻州地方行政單位和研究機構合作，推廣基礎知識教育。2014年，150位師生與雇員參與了一項指標性的減重計劃，由營養科學倡議提供一千萬元的資金，由其他人道團體資助三百三十萬。主導此項計劃的波士頓兒童醫院將收集弗雷明翰大學提供的資訊，爲未來解決肥胖問題提供參考。

## 校友
- 奧利維亞 A. 戴維森（英语：Olivia A. Davidson）：塔斯基吉機構的共同創辦人，也是布克 T. 華盛頓的妻子
- 瑞貝卡·潘妮兒（英语：Rebecca Pennell）：美國第一個女性大學教授，也是賀拉斯·曼的姪女
- 夏洛特·常培·斯特恩斯（英语：Charlotte Champe Stearns）：美國著名詩人托馬斯·斯特恩斯·艾略特的母親
- 克麗絲塔·麥奧利夫（英语：Christa McAuliffe）（1970級）：教師及美國太空人，1986年參與太空中的教師（英语：Teacher in Space Project）計劃時在挑戰者號太空梭事故中喪生，為此弗雷明翰大學有一個中心紀念此校友。[6]
- 布萊恩 J. 莫然（英语：Brian J. Moran）：維吉尼亞州民主黨（英语：Democratic Party of Virginia）主席
- 茹絲·葛雷福·威克菲爾德（英语：Ruth Graves Wakefield）：巧克力豆餅乾的發明者
- 珍妮·霍華德（英语：Jennie Howard）：阿根廷師範院校首批創始者之一